# Barrage de Jinping I
Le barrage de Jinping I est un barrage situé sur le Yalong dans la province du Sichuan en Chine. Il est associé à une centrale hydroélectrique de 3 600 MW. Avec ses 305 mètres de hauteur, il est le plus haut barrage du monde, dépassant d'un mètre le barrage de Nourek.

## Caractéristiques
Il s'agit d'un barrage-voûte à double courbure. Sa construction a donné naissance à un réservoir d'un volume de 7,76 km3.
Sa production électrique annuelle est estimée à 17 TWh.

## Chronologie
Le chantier a été lancé avec la pose de la première pierre en novembre 2005. La dérivation des eaux du Yalong s'est achevée en décembre 2006, permettant de lancer la construction du barrage en lui-même. Le remplissage du lac de retenue a débuté en octobre 2012, et la mise en service complète du barrage et de sa centrale électrique a eu lieu en novembre 2014,.